# Kit Young (Schauspieler)

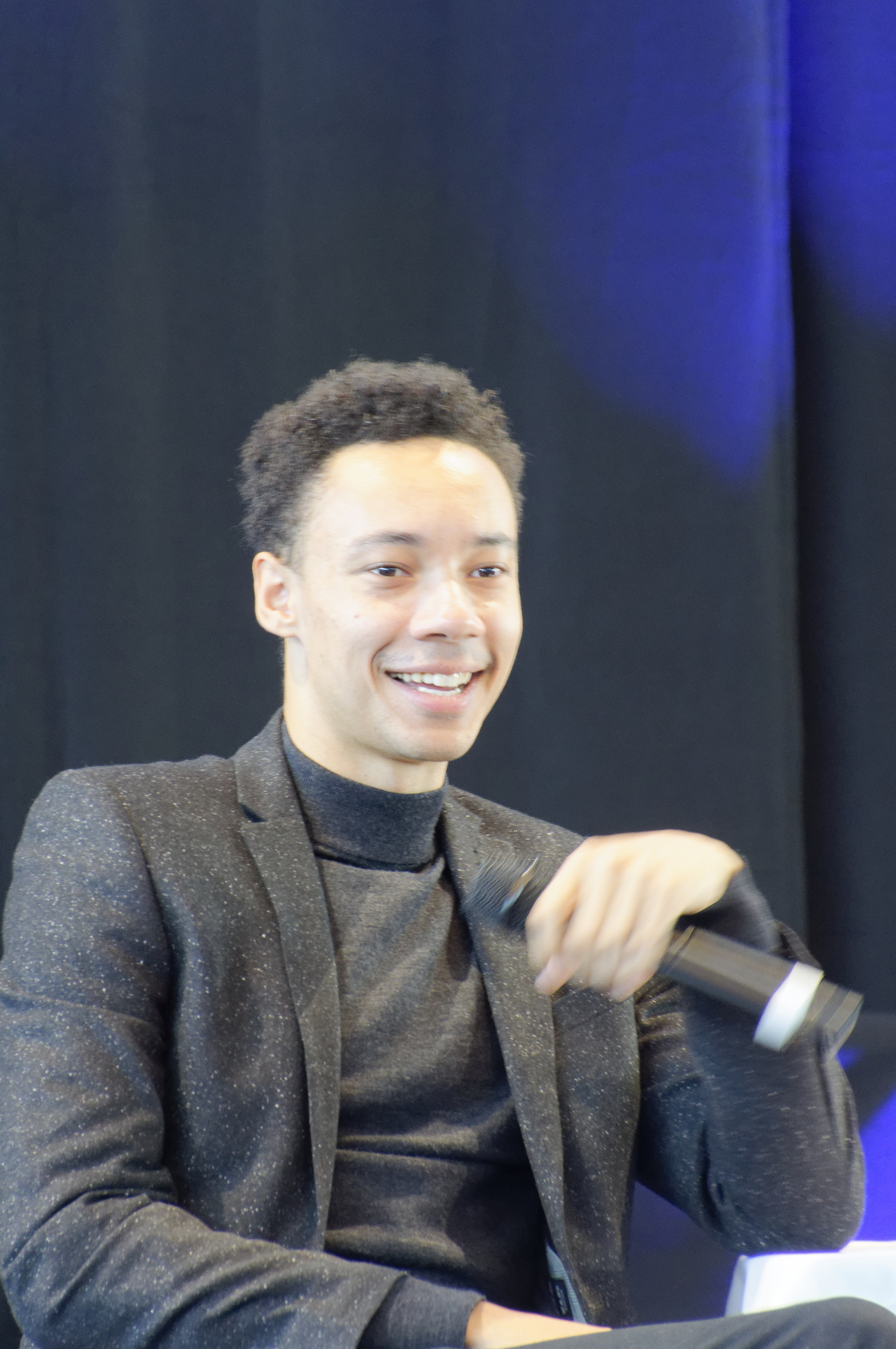
Kit Young (2021)

Christopher William „Kit“ Young (* 24. Oktober 1994 in Oxford, Oxfordshire, England) ist ein britischer Schauspieler. Er wurde ab 2021 als einer der Hauptdarsteller im Netflix-Original Shadow and Bone – Legenden der Grisha einem breiten Publikum bekannt.

## Leben
Young wurde am 24. Oktober 1994 in Oxford als Sohn schottisch-ugandischer Eltern geboren. Er hat zwei Schwestern. Von 2008 bis 2013 besuchte er die „Abingdon School“ in Abingdon-on-Thames, wo er auch aufgewachsen ist. 2017 schloss er seine Ausbildung an der Royal Academy of Dramatic Art mit einem Bachelor of Arts in Schauspiel ab. Bereits in früheren Jahren sammelte er erste Erfahrungen als Theaterschauspieler. Zu seinen bisherigen Bühnenauftritten zählt beispielsweise an der Seite von Gwendoline Christie die des Lysander im Stück Ein Sommernachtstraum am Bridge Theatre in London. Für seine dortigen Leistungen wurde er mit einer Nominierung für den Ian Charleson Award geehrt. Seine erste Fernsehfilmrolle hatte er 2008 als Kinderdarsteller in der Rolle des Edward Tull, dessen erwachsenes Alter Ego von Michael Wildman dargestellt wurde. 2018 und 2019 war er in den Theaterverfilmungen Julius Caesar und A Midsummer Night's Dream zu sehen. Eine Hauptrolle spielte er im Musikfilm Ash – Confessions in the Pool. Von 2021 bis 2023 stellt er die Rolle des Revolverhelden Jesper Fahey im Netflix-Original Shadow and Bone – Legenden der Grisha dar. 2022 hatte er die Rolle des Cal in The Beautiful Game inne.

## Filmografie (Auswahl)
- 2008: Walter's War (Fernsehfilm)
- 2018: National Theatre Live: Julius Caesar (Fernsehfilm)
- 2018: Alex (Kurzfilm)
- 2019: Der junge Inspektor Morse (Endeavour, Fernsehserie, Episode 6x01)
- 2019: The Devil's Harmony (Kurzfilm)
- 2019: National Theatre Live: A Midsummer Night's Dream
- 2019: Ash – Confessions in the Pool
- 2021–2023: Shadow and Bone – Legenden der Grisha (Shadow and Bone, Fernsehserie, 16 Episoden)
- 2022: The School for Good and Evil
- 2024: The Beautiful Game
- 2025: Alien: Earth (Fernsehserie)

## Auszeichnungen
BAFTA Scotland Award
- 2024: Gewinner Bester Filmschauspieler (Out of Darkness)[3]